# Bãi Quảng Nghĩa

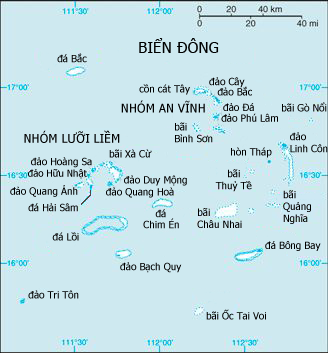
Vị trí của bãi Quảng Nghĩa trong quần đảo Hoàng Sa

Bãi Quảng Nghĩa (tiếng Anh: Jehangire Bank hoặc Jehangire Reefs; tiếng Trung: 湛涵灘; bính âm: Zhànhán tān) là một tập hợp ba bãi san hô ngầm riêng biệt thuộc nhóm đảo An Vĩnh của quần đảo Hoàng Sa. Bãi này nằm về phía nam của hòn Tháp và cách bãi Châu Nhai khoảng 5 hải lý (9,3 km) về hướng đông đông bắc.

## Tên gọi
Quảng Nghĩa là phiên âm Hán Việt tên gọi (廣義) của tỉnh Quảng Ngãi Nhà Nguyễn (廣義省). 
Tên gọi nhóm đảo An Vĩnh được Việt Nam đặt theo tên gọi của một xã cổ thuộc phủ Quảng Nghĩa (Quảng Ngãi) sau này là thuộc tỉnh Quảng Ngãi. Phủ biên tạp lục của Lê Quý Đôn có viết: "Xã Phú Xuân thuộc huyện Bình Sơn và xã Phước Khương thuộc huyện Chương Nghĩa phủ Quảng Nghĩa đều ở gần sông,... Xã Yên Vĩnh (An Vĩnh) thuộc huyện Bình Sơn phủ Quảng Nghĩa ở gần bãi biển,...".

## Tình trạng
Bãi Quảng Nghĩa là đối tượng tranh chấp giữa Việt Nam, Đài Loan và Trung Quốc. Vì là bãi ngầm hoàn toàn chìm sâu trên 12,8 m dưới mực nước biển, nên không một quốc gia nào thực sự kiểm soát bãi Quảng Nghĩa, Trung Quốc kiểm soát vùng biển trên bãi ngầm này bằng các lệnh cấm biển hàng năm, nhưng Việt Nam liên tục phản đối, đồng thời ngư dân Việt Nam vẫn tham gia đánh bắt hải sản trên bãi ngầm và vùng biển xung quang đảo Linh Côn thuộc quần đảo Hoàng Sa, và tàu hải quân Hoa Kỳ những năm gần đây vẫn thường xuyên thực hiện các hoạt động tuần tra tự do hành hải (FONOP-Freedom of Navigation Operation in the South China Sea) tại vùng biển quanh quần đảo Hoàng Sa trong đó có vùng biển bãi Quảng Nghĩa.